# Хайнрих I (Тирол)
Вижте пояснителната страница за други личности с името Хайнрих I.
Хайнрих I фон Тирол (на немски: Heinrich I von Tirol; † 14 юни 1190) е граф на Тирол (1180 – 1190).

## Биография
Той е син на граф Бертхолд I фон Тирол († 1180) и съпругата му фон Ортенбург, дъщеря на граф Ото I фон Ортенбург († 1147). Внук е на граф Албрехт II фон Тирол (1055 – 1110/1125) и съпругата му Вилибирг (Аделхайд) фон Дахау.
Хайнрих I наследява през 1180 г. баща си заедно с брат си Бертхолд II († 1181) и след неговата смърт управлява сам.

## Фамилия
Хайнрих I се жени за Агнес фон Ванген, дъщеря на граф Адалберо I фон Ванген. Те имат дацата:
- Алберт III (* ок. 1180, † 22 юли 1253), граф на Тирол, женен ок. 1211 г. за Ута фон Фронтенхаузен-Лехсгемюнд († 1254)
- дъщеря († 1206/1121), омъжена за граф Майнхард II фон Гьорц (Горица), граф на Истрия († 1231)
- Агнес, омъжена пр. 1218 г. за граф Хайнрих I фон Пфраймд, Ешенлое, Хьортенберг и Лихтенберг († 1272)
- Матилда († 10 март пр. 1218), омъжена за граф Бертхолд III фон Ешенлое († 30 април 1260)